# Demetrius Alexander
Demetrius Alexander (Saint Louis, Misuri, 3 de noviembre de 1975) es un exjugador de baloncesto estadounidense. Con 2,05 metros de estatura, jugaba en la posición de ala-pívot.

## Clubes
Comenzó su carrera en el baloncesto en el Hutchinson Community College, desde donde saltó a la liga universitaria estadounidense militando dos temporadas en Alabama, presentando el segundo año unos promedios de 12,5 puntos y 8,3 rebotes. A partir de ahí comienza una trayectoria con muy diferentes destinos para Demetrius Alexander, pero con el denominador común de su plena respuesta a las expectativas en todos los casos. 
En la campaña 1998-99 jugó en el Idaho Stampede de la CBA promediando 12,6 y 5,7, para pasar luego por la USBL con el Atlanta Trojans. Un año más tarde, el ‘cuatro’ de Misuri probó fortuna en Japón, donde acreditó 22 puntos y 14 rebotes de media, antes de pasar por la liga australiana con el Let’s Talk con similares números.
Alexander volvió a dar la talla en la 2000-01 en el Hapoel Galil Elyon israelí (14,5 y 5,7) y mejoró sus prestaciones un año después en el Hapoel Jerusalén B.C. promediando en la Saporta Cup 21,1 y 7,1 rebotes, así como 15,7, 1,8 y 6,6 asistencias en la competición nacional. La campaña 2002-03 le llevó a Italia, en el Amatori Snaidero Udine, con el que acreditó en ULEB Cup 18,8 puntos y 5,1 rebotes, y 14,1 y 5,9 en la serie A italiana. En la temporada 2003-04, jugó algunos meses en la NBA con Utah Jazz para recalar en abril en el conjunto fuenlabreño. Su debut en la ACB se produjo el 18 de abril de 2004 y algo más de dos años después retorna a la mejor liga continental tras haber dejado su sello en el Fórum Valladolid.
La campaña 2005-06 emigró a Corea del Sur jugando en el Changwon LG Sakers; la segunda parte de la temporada militó en el Elan Bearnais Pau-Orthez, uno de los clásicos del baloncesto francés, donde finalizó en lo más alto de la fase regular y cayó en semifinales de la eliminatoria. Alexander, de importante potencial reboteador, ha rayado a gran altura en ambas competiciones, sobre todo por su enorme eficacia de cara al aro rival, producto de su buena mano y de su capacidad para jugar en el poste bajo. 
Más tarde llegaría al CB Sevilla en la temporada 2006 avalado por Manel Comas. Sin embargo, el carismático entrenador catalán no quedó del todo satisfecho con su rendimiento y le calificaría como NAF (negro atlético fraudulento).
Tras una temporada 2007-08 brillante con los Barons de Riga en la que ganó todos los títulos que disputó siendo el mejor jugador del equipo.
En la temporada 2008-09 firmó con el BC Donetsk. A la temporada siguiente en 2009 firmó con el EK Kavala de la A1 Ethniki.
A mitad de la temporada, en enero de 2010 abandona el EK Kavala para retornar a Ucrania, país donde la anterior temporada ya militó en BC Donetsk siendo MVP del All Star. Curiosamente firma con el Azovmash Mariupol al que la pasada temporada se enfrentó en la Final de la Superliga.